# Melanogromyia arnicarum
Melanogromyia arnicarum är en tvåvingeart som beskrevs av Erich Martin Hering 1942. Melanogromyia arnicarum ingår i släktet Melanogromyia, och familjen minerarflugor. Arten har ej påträffats i Sverige.